# Château-Bernard
 Château-Bernard  es una población y comuna francesa, en la región de Ródano-Alpes, departamento de Isère, en el distrito de Grenoble y cantón de Monestier-de-Clermont.

## Demografía
| 125 | 107 | 147 | 131 | 134 | 168 |
| Para los censos de 1962 a 1999 la población legal corresponde a la población sin duplicidades (Fuente: INSEE [Consultar]) |     |     |     |     |     |